# St Mary’s Church (Fleet Marston)
Koordinaten: 51° 50′ 12,8″ N, 0° 52′ 10,9″ W

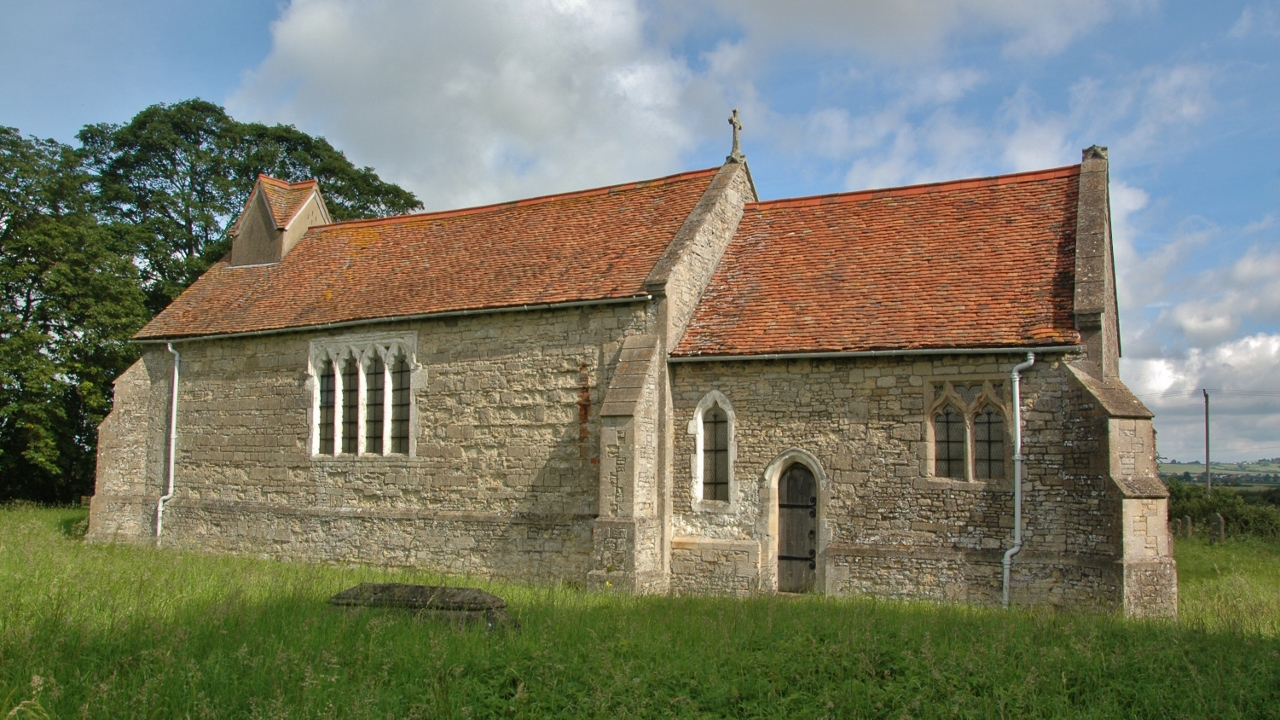
Die Kirche St Mary

St Mary’s Church ist ein redundantes Kirchengebäude der Anglikanischen Kirche in Fleet Marston, einem Dorf in Buckinghamshire, England. Das Bauwerk wird seit 21. Dezember 1967 von English Heritage auf der Statutory List of Buildings of Special Architectural or Historic Interest im Grade II* geführt und wird vom Churches Conservation Trust instand gehalten. Das Bauwerk steht in einem Feld nordwestlich der A41, etwa 3 Kilometer nordwestlich von Aylesbury.

## Geschichte
Das Kirchengebäude hat seinen Ursprung im 12. und 13. Jahrhundert und steht wahrscheinlich an der Stätte eines Vorgängerbauwerkes. Veränderungen wurden im 14. und 15. Jahrhundert vorgenommen. Im September 1725 hielt in dieser Kirche John Wesley kurz nach seiner Ordination zum Diakon seine erste Predigt. 1868 wurde das Gebäude unter Leitung von George Gilbert Scott erneuert. Am 20. Januar 1972 wurde das Kirchengebäude für redundant befunden und am 24. Oktober 1973 der Obhut des Churches Conservation Trusts übergeben.

## Architektur
St Mary’s ist gebaut aus aufeinander geschichteten Bruchsteinen. Die Dächer sind ziegelgedeckt. Das Bauwerk steht auf einer Plinthe und hat diagonal angesetzte Strebepfeiler. Der Grundriss ist einfach. Er besteht aus dem Langhaus mit einer Vorhalle nach Norden und dem Altarraum. Am westlichen Ende des Satteldaches sitzt ein Glockenturm. In der nördlichen Wand des Langhauses sind außer der Veranda ein großes Fenster mit einer Öffnung sowie ein erneuertes Fenster mit zwei Öffnungen aus dem 15. Jahrhundert. In der Südfassade befindet sich ein Fenster mit vier Öffnungen. In den Wänden des Altarraumes finden sich nach Norden und Osten Fenster mit einer Öffnung, nach Süden hin beinhaltet die Wand ein ähnliches Fenster mit zwei Fensteröffnungen und einen Torbogen.
Das Gewölbe des Altarraumes wurde im frühen 14. Jahrhundert errichtet. Es wird von achteckigen Wandpfeilern getragen. Das Dach stammt aus dem 15. Jahrhundert. In einer Fensterbank an der Südseite des Altarraumes ist eine Piscina eingefügt. Das Taufbecken besteht aus einer runden Schale auf einem schlichten Fuß, die möglicherweise im 13. Jahrhundert entstand. Gedenktafeln innerhalb der Kirche wurden im späten 18. und im 19. Jahrhundert angebracht.

## Belege
1. 1 2 3 4  Church of St Mary, Fleet Marston. In: Heritage Gateway Website. Heritage Gateway (English Heritage, Institute of Historic Building Conservation und ALGAO:England), 2006, abgerufen am 14. April 2011 (englisch).
2. 1 2 3 4 5  St Mary’s Church, Fleet Marston, Buckinghamshire. Churches Conservation Trust, abgerufen am 14. April 2011 (englisch).
3. ↑  Oxford: Home of the "first rise" of Methodism. Methodist Recorder Online, archiviert vom Original am 14. Mai 2011; abgerufen am 14. April 2011 (englisch).  Info: Der Archivlink wurde automatisch eingesetzt und noch nicht geprüft. Bitte prüfe Original- und Archivlink gemäß Anleitung und entferne dann diesen Hinweis.
4. ↑  Diocese of Oxford: All Schemes. (PDF; 40 kB) In: Church Commissioners/Statistics. Church of England, 2010, S. 4, abgerufen am 14. April 2011 (englisch).